# 스윈들러
《스윈들러》는 2020년에 개봉한 대한민국의 영화이다.

## 캐스팅
- 유형준 : 도진 역
- 피스 피델 : 샘 역
- 이규정 : 윤희 역
- 송영창 : 장 목사 역
- 박재현 : 전도사 역
- 박영복 : 가난한 남자 역
- 김규도 : 도진 형 역
- 이명자 : 윤희 할머니 역
- 김가현 : 윤희 여동생 역
- 곽나연 : 식당 주인 역
- 이영호 : 첫번째 부마자집 아버지 역
- 김진구 : 두번째 부마자집 아버지 역
- 안영현 : 두번째 부마자집 꼬마아이 역
- 채윤희 : 신도 1 역
- 오태은 : 신도 2 역
- 임영란 : 신도 3 역
- 정정남 : 아파트 부부 역
- 윤소연 : 아파트 부부 역
- 박재영 : 경비원 역
- 박종현 : 박 신부 역
- 정다은 : 휠체어 부마자 역
- 장영애 : 두번째 부마자집 어머니 역
- 조영동 : 보험노인 역
- 김미진 : 첫번째 부마자집 어머니 역
- 유혜림 : 첫번째 부마자집 딸 역
- 연주리 : 몽타주 부마자 2 역
- 왕수희 : 몽타주 부마자 3 역
- 서다예 : 게스트 하우스 행인 1 역
- 서영서 : 게스트 하우스 행인 2 역
- 김진휴 : 장례식 조문객들 역
- 구선소 : 장례식 조문객들 역
- 최근수 : 장례식 조문객들 역
- 박윤남 : 장례식 조문객들 역
- 최하연 : 장례식 조문객들 역
- 박상현 : 장례식 조문객들 역
- 김진환 : 식당 손님들 역
- 박광연 : 식당 손님들 역
- 정원석 : 식당 손님들 역
- 김은지 : 신도들 역
- 문대성 : 신도들 역
- 김종기 : 신도들 역
- 김나경 : 신도들 역
- 이건창 : 신도들 역
- 김한상 : 신도들 역
- 김성하 : 신도들 역
- 이행엽 : 신도들 역
- 이선재 : 신도들 역
- 김혜진 : 신도들 역
- 우혜진 : 신도들역
- 이정선 : 신도들 역
- 최종완 : 신도들 역
- 조은경 : 신도들 역

## 수상
- 2019년 제18회 달라스 아시안 영화제 상영작